# Beáta Patakyová

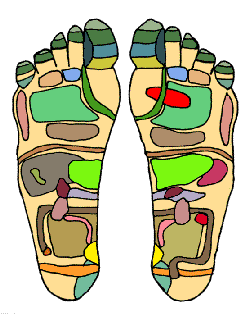
Příklad reflexní tabulky chodidel, kam se „promítají“ orgány v odpovídajících „zónách“ těla

Beáta Patakyová (* 16. února 1957, Rožňava) pochází ze Slovenska a byla původním povoláním pedagožka. Po sametové revoluci změnila obor a začala se spolu se svým manželem Júliusem Patakym věnovat alternativní medicíně s důrazem na obor reflexní terapie.

## Život
Beáta Patakyová se narodila v sobotu dne 16. února 1957 v 5.05 na Slovensku v Rožňavě. Po skončení gymnázia v Rožňavě pokračovala v nástavbovém studiu na pedagogické škole v Turčianských Teplicích. Následujících 18 let se věnovala pedagogické činnosti (vyučovala žáky prvních stupňů základní školy; jako vedoucí vychovatelka působila ve školní družině). V říjnu roku 1998 změnila obor, opustila školství a začala se věnovat reflexní terapii profesionálně poté, co se tomuto oboru alternativní medicíny věnovala amatérsky již po dobu několika předchozích let.
Po sametové revoluci absolvovala (spolu se svým manželem Júliusem Patakym) několik kurzů reflexní terapie, které byly pořádány českým léčitelem a bylinkářem Ing. Jiřím Jančou – průkopníkem s propagátorem alternativní medicíny v Československu. Na zájem veřejnosti o reflexní terapii reagoval Július Pataky od roku 1994 tím, že začal svoje praktické zkušenosti a teoretické poznatky přednášet na kurzech. Jako žáci Jiřího Janči (v rámci Jančových komplexních léčebných přístupů) vypracovali Július Pataky a Beáta Patakyová v roce 1999 program a náplň Školy reflexní terapie (ŠRT), kterou absolvovala řada studentů – dalších reflexních terapeutů. Zpočátku trvalo studium ve ŠRT čtyři víkendy, ale později bylo „zhutněno“ do tří sobot s měsíčním odstupem. Od roku 1999 zahájila Beáta Patakyová organizaci a vedení instruktážních kurzů pro malý počet účastníků. Tyto kurzy navazují na ŠRT a jsou zaměřeny na praktickou aplikaci reflexní terapie. Manželé Patakyovi pracují jako kolegové, ale každý z nich má svoji samostatnou ordinaci reflexní terapie. Prostřednictvím internetu či telefonu poskytují rady frekventantům svých kurzů a pravidelně publikují tematické články v časopisech, které se věnují problematice alternativní medicíny (například v měsíčníku Regenerace).
Manželé Patakyovi mají dvě děti: syna Martina (* 1977) a syna Júliuse (* 1986).

## Publikační činnost
- PATAKYOVÁ, Beáta a PATAKY, Július. Reflexní diagnostika a katalog reflexních ploch. Praha: nakladatelství Eminent, 2002; 135 stran; ISBN 80-7281-114-2.[9][10][11]
- PATAKYOVÁ, Beáta (a PATAKY, Július). Reflexní terapie: (diagnostika, praktické postupy, speciální metody) (videozáznam). Praha: nakladatelství Eminent, 2005. 1 DVD (95 min).[12][11]
- PATAKYOVÁ, Beáta a PATAKY, Július. Reflexní terapie (videozáznam). Bratislava: nakladatelství Eminent, 2005. 1 DVD-video (94 min.)[13][11]
- PATAKYOVÁ, Beáta a PATAKY, Július. Reflexní terapie jako životní styl. Praha: nakladatelství Eminent, 2007. 174 stran; ISBN 978-80-7281-299-8.[14][11]
- PATAKYOVÁ, Beáta a PATAKY, Július. Reflexní terapie a nečekaná odhalení. Praha: nakladatelství Eminent, 2013. 136 stran; ISBN|978-80-7281-465-7.[15]